# Melhania transvaalensis
Melhania transvaalensis är en malvaväxtart som beskrevs av Szyszyl.. Melhania transvaalensis ingår i släktet Melhania och familjen malvaväxter. Inga underarter finns listade i Catalogue of Life.